# Höfn
Höfn [hœpn̥] (auch Höfn í Hornafirði; deutsch „Hafen im Hornfjord“) ist der Hauptort der Gemeinde Hornafjörður im Südosten Islands.
Am 1. Januar 2023 hatte der Ort 1808 Einwohner.

## Geografie

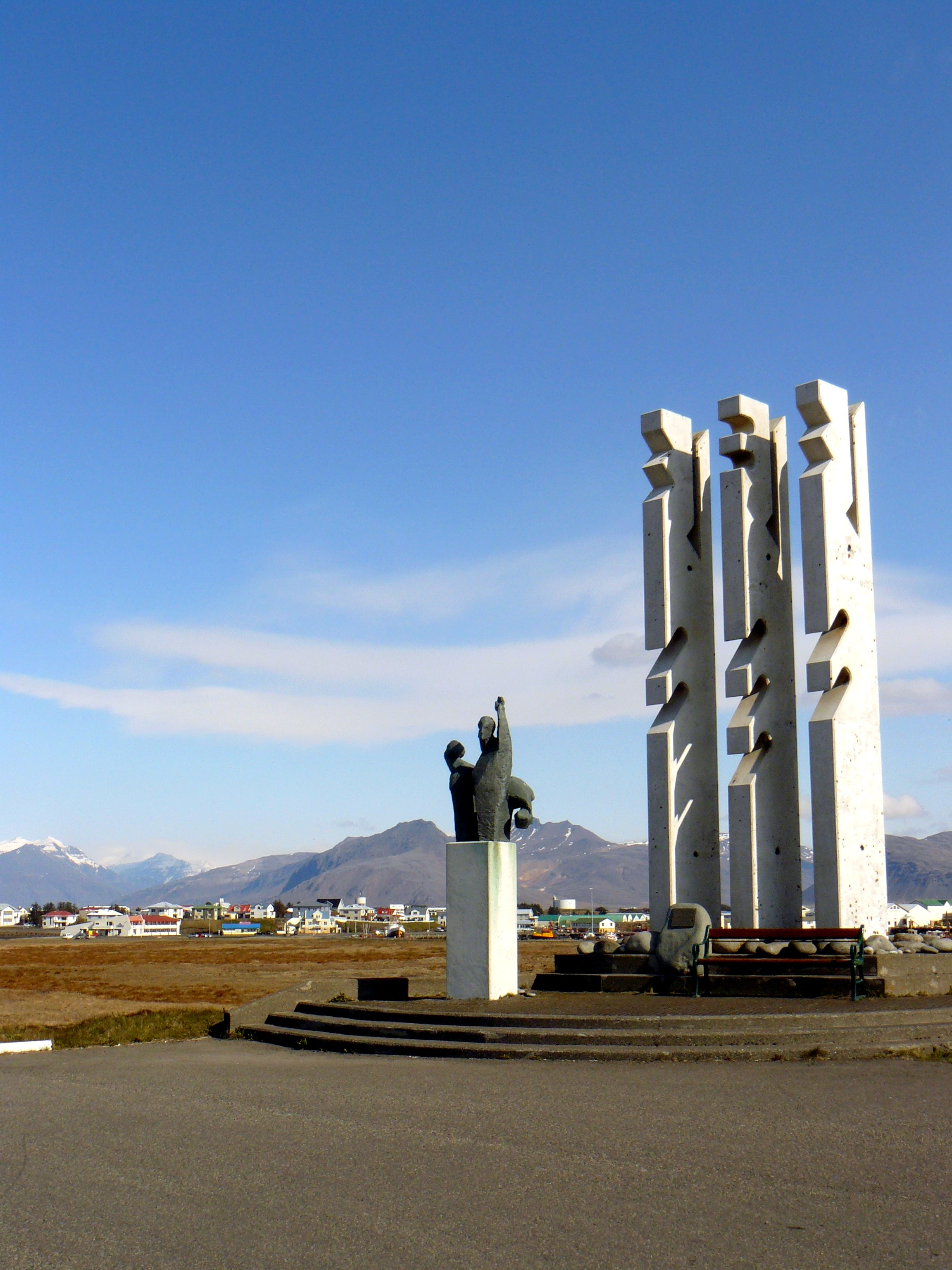
Denkmal für auf See gebliebene Fischer und Seeleute

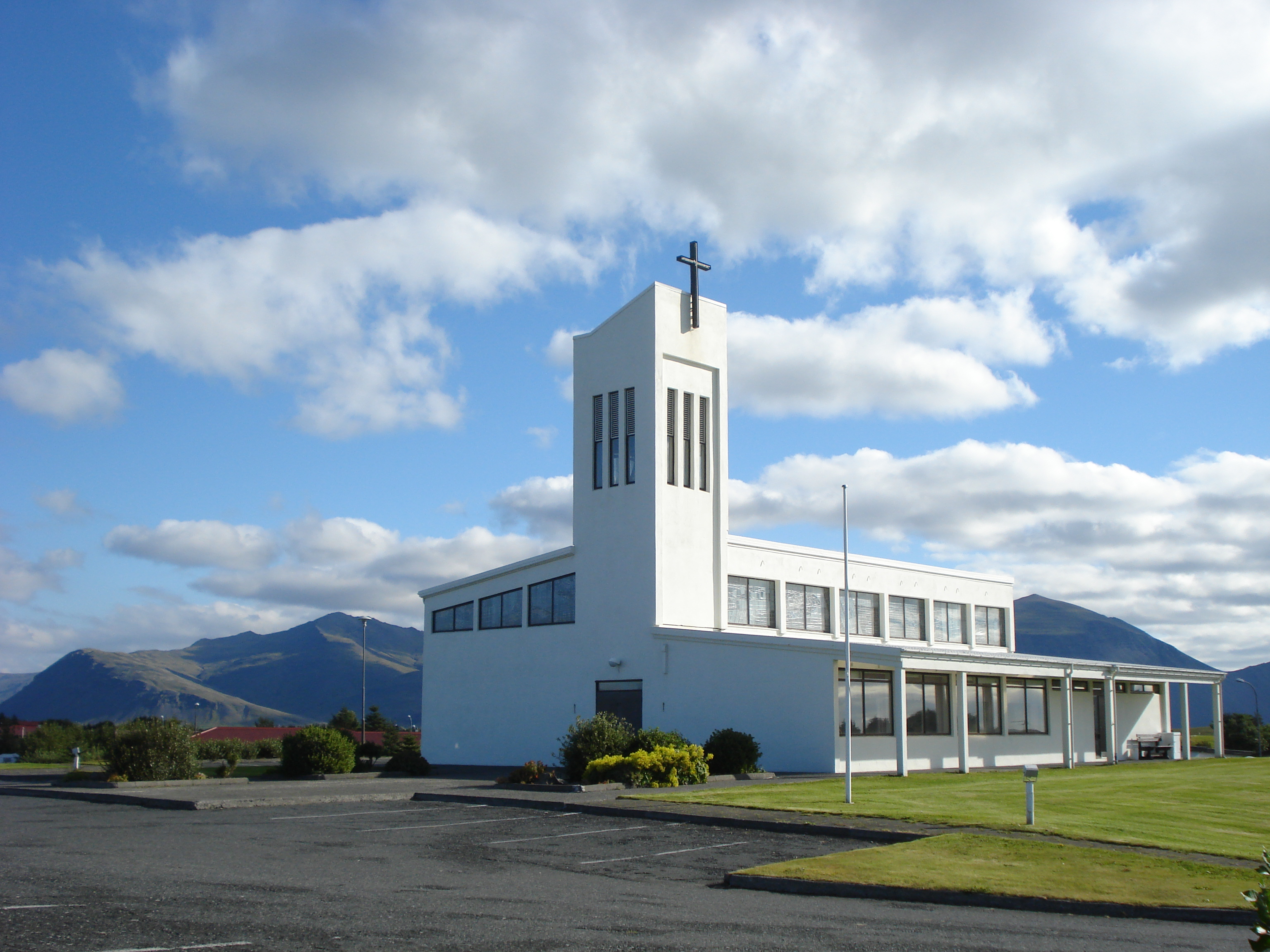
Hafnarkirkja

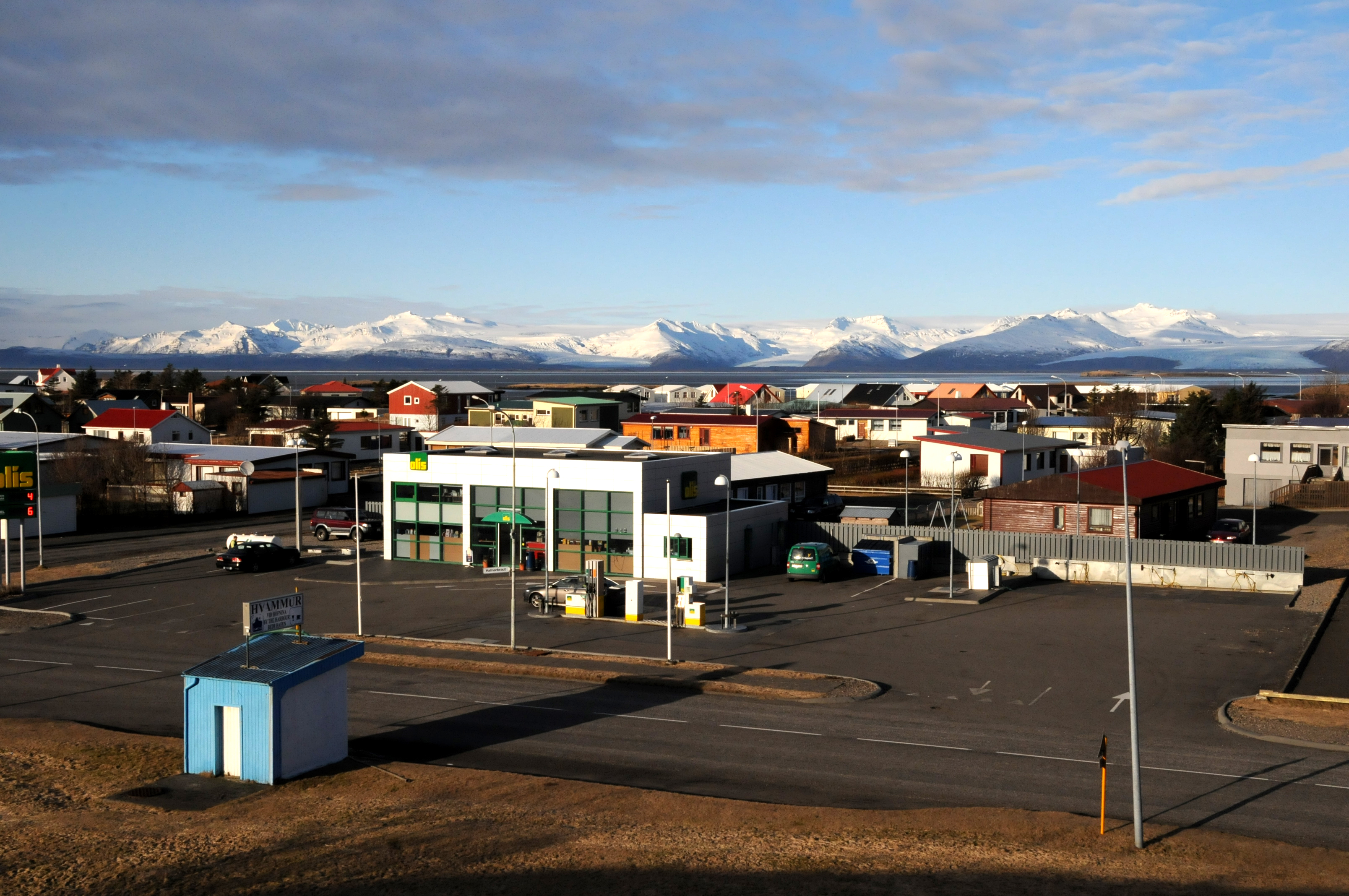
Gesamtansicht von Höfn

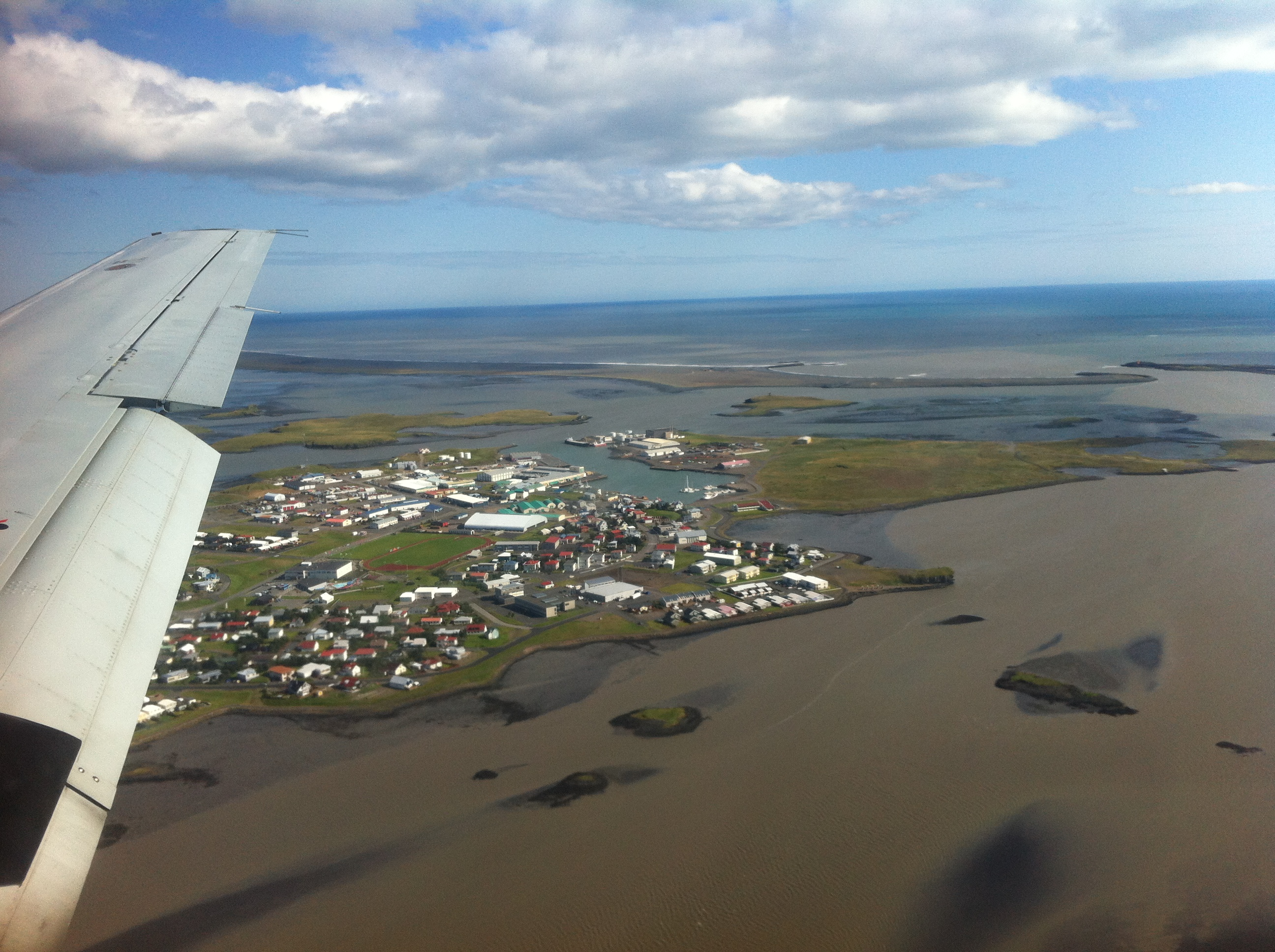
Luftbild von Höfn

Die Kleinstadt Höfn liegt am Fuße des Vatnajökull, 17,5 km südöstlich der Gletscherzunge des Fláajökulls und rund 30 km vom Rand des eigentlichen Vatnajökulls, auf einer Landzunge zwischen dem Hornafjörður und dem Skarðsfjörður. Höfn ist die einzige Stadt Islands, die an einer schiffbaren Flussmündung liegt.

## Geschichte
Von 1861 bis 1897 bestand der Handelsplatz Papós an der Mündung der Lagune Papafjörður rund 15 km nordöstlich des heutigen Höfn, und dieser Handelsplatz wurde von dem Kaufmann Ottó Tuliníus, dessen Name untrennbar mit der Geschichte Höfns verbunden ist, 1897 an die Stelle der heutigen Stadt Höfn verlegt. 1946 zählte Höfn 300 Einwohner. Nach dem Bau der Brücke über der Hornafjörður, die mit einer Länge von 255 Metern zum Zeitpunkt ihrer Einweihung 1961 die zweitlängste Brücke Islands war, wurde der Ort leichter erreichbar und erlebte einen wirtschaftlichen Aufschwung. Stadtrechte wurden Höfn am 31. Dezember 1988 verliehen, und 1989 zählte Höfn 1647 Einwohner. Am 12. Juli 1994 wurden Höfn und die Landgemeinde Nesjahreppur unter dem Namen Hornafjarðarbær vereinigt. Am 6. Juni 1998 schlossen sich Hornafjarðarbær, Bæjarhreppur, Borgarhafnarhreppur und Hofshreppur unter dem Namen Sveitarfélagið Hornafjörður zusammen.

## Kultur und Sehenswürdigkeiten
Das ehemals von Ottó Tuliníus bewohnte und 1864 erbaute Haus (Gamlabúð) beherbergt heute das Heimatmuseum (in der Hafnarbraut).
Weiterhin verfügt Höfn im Kulturzentrum Menningarmiðstöð Hornafjarðar noch über ein Schifffahrtsmuseum (Sjóminjasafn). Das historische Lagerhaus Pakkhúsið ist seit 2012 ein Restaurant. Sehenswert ist ebenfalls die am 7. September 2013 eingeweihte moderne, kleine katholische Kirche Kirkja heilagrar fjölskyldu og heilags Jean-Marie Vianney. Im Ort ist auch ein modernes Denkmal zur Erinnerung für die auf See gebliebenen Fischer und Seeleute beachtenswert.
Eine weitere Attraktion von Höfn ist das Gletschermuseum, in dem mehrere Stunden am Tag Filme und Animationen über den Vatnajökull zu sehen sind; daneben findet man dort Informationstafeln und Gletschertagebücher. Die evangelische Hafnarkirkja mit 200 Sitzplätzen wurde am 28. Juli 1966 eingeweiht.
Das Kunstmuseum Listasafn Svavars Guðnasonar befindet sich im Rathaus und wurde 2011 eröffnet.

## Wirtschaft
Zu den Haupterwerbszweigen des Ortes zählen Fischfang und -verarbeitung sowie Handel und Landwirtschaft. Auch das touristische Dienstleistungsgewerbe gewinnt mit einigen Hotels, Restaurants und Gästehäusern, Jugendherberge, Golfplatz und Campingplatz kontinuierlich an Bedeutung.

## Verkehr und Infrastruktur
Höfn besitzt neben dem weiter westlich gelegenen Þorlákshöfn den einzigen Hafen der vorwiegend landwirtschaftlich geprägten, sehr sandigen und für den Schiffsverkehr zu flachen isländischen Südküste. Der Hafen muss jedoch immer wieder ausgebaggert werden, damit er nicht versandet.
Höfn ist durch den kaum fünf Kilometer langen Hafnarvegur  an das isländische Straßennetz angebunden. Der Ort liegt nahe der Ringstraße , der Hauptverbindungsstraße des Landes.
Die Entfernung nach Reykjavík beträgt 459 Kilometer, zum nordöstlich gelegenen Egilsstaðir sind es 247 Kilometer. Zu beiden Orten besteht im Sommer eine tägliche Linienbusverbindung.
Der Flughafen Hornafjörður mit Linienflugverbindungen nach Reykjavík und Egilsstaðir liegt rund 7 km nördlich der Stadt.
Höfn verfügt über Grund- und Musikschule, Kindergarten, Schwimmbad, Sporthalle, Gesundheitszentrum (Heilsugaeslustöð), Apotheke, Supermarkt, Tankstellen, Restaurants, Hotels und Gästehäuser, Jugendherberge, Campingplatz, Golfplatz. Verschiedene Touranbieter organisieren Tages- und Mehrtagesausflüge, auch zur Walbeobachtung sowie Gletschertouren und Rundflüge über den Vatnajökull.

## Söhne und Töchter von Höfn
- Svavar Guðnason (1909–1988), expressionistischer Maler, Mitglied der Künstlervereinigung CoBrA.

## Städtepartnerschaften
- Kungälv, Schweden
- Risør, Norwegen
- Samsø, Dänemark
- Taivassalo, Finnland[11]